# Rameswaram
Pronunciação
Rameswaram (também Ramesvaram, Rameshwaram ou Ramisseram) é uma cidade e municipalidade do distrito de Ramanathapuram no estado sul indiano de Tâmil Nadu. Está situada na ilha de Pamban, no golfo de Manar, e está dividida do continente indiano pelo canal de Pamban, encontrando-se a cerca de 50 km da ilha de Manar no Sri Lanca. Juntamente com Varanasi é considerada um dos locais mais sagrados na Índia para os hindus e faz parte da peregrinação  do Char Dham.
De acordo com a mitologia hindu, este é local onde a divindade Rama construiu uma ponte que atravessava o mar até Lanca para socorrer a mulher Sita do seu raptor Ravana. O templo de Ramanathaswamy, dedicado a Xiva, situa-se no centro da cidade e está intimamente associado a Rama. O templo, assim como a cidade, são considerados locais sagrados de peregrinação para os xivaítas, vishnuítas e smartas.

Rameswaram é o local da Índia mais próximo do Sri Lanca e as evidências geológicas sugerem que o Rama Sethu tenha sido uma antiga ligação por terra entre a Índia e o Sri Lanca. O município foi estabelecido em 1994. A cidade cobre uma área de 53 km2 e tem uma população de 44 856 pessoas, segundo dados de 2011.

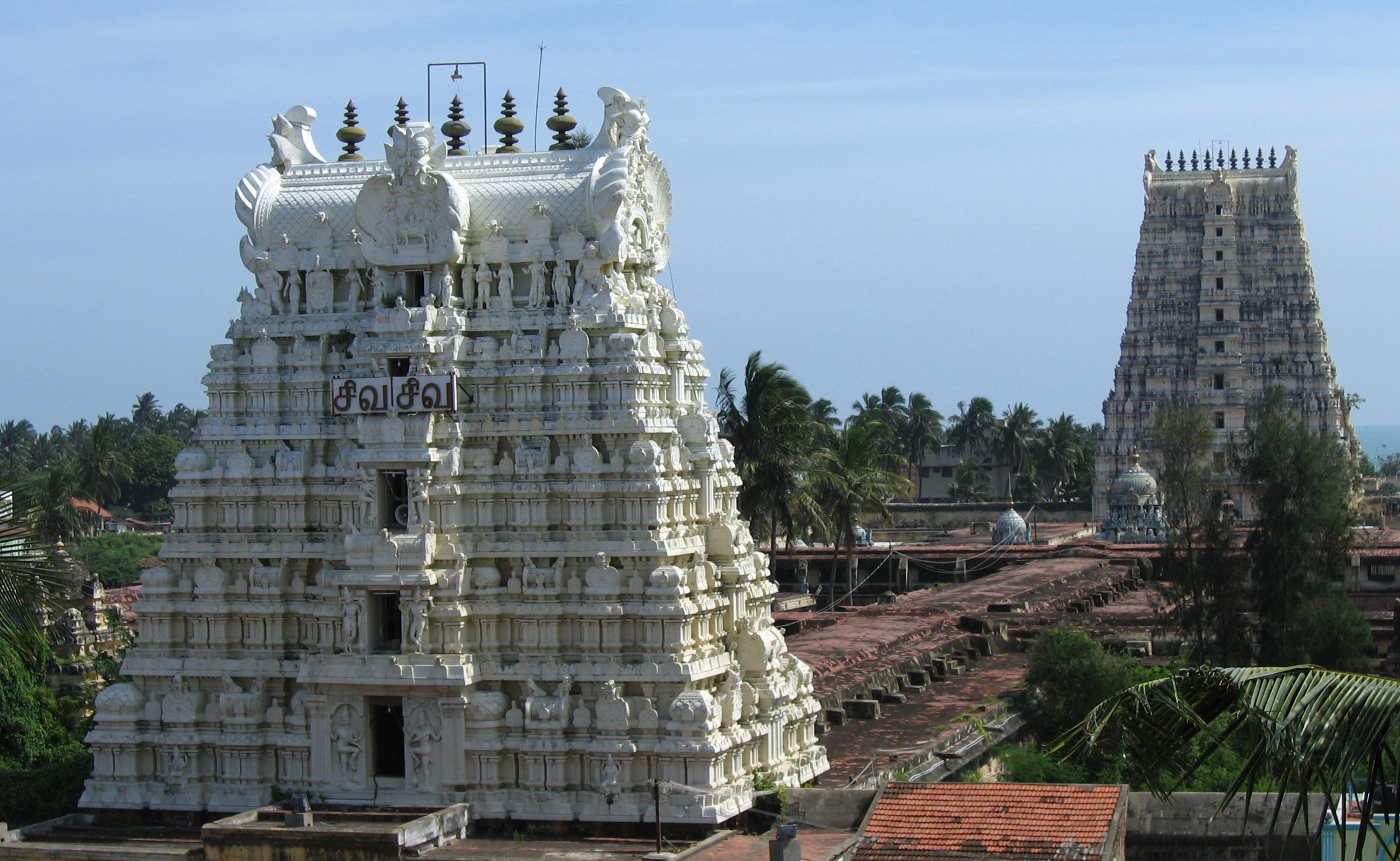
Templo de Rameswaram, local de peregrinação para os hindus.